# Національний Одеський філармонійний оркестр
Націона́льний оде́ський філармонійний орке́стр — концертний колектив при Одеській філармонії, наступник створеного 1894 року Одеського міського оркестру — першого міського оркестру в Російській імперії.
За його диригентський пульт ставали Антон Аренський, Олександр Виноградський, Олександр Глазунов, Сергій Кусевицький, Артур Нікіш, Микола Римський-Корсаков, Василь Сафонов, диригент Одеської опери Йосип Прибік, директор музичних класів (згодом музичного училища) Дмитро Климов, композитор та перший директор Одеської консерваторії Вітольд Малішевський. З оркестром виступали Леопольд Ауер, Леопольд Годовський, Олександр Ґольденвейзер, Йосиф Гофманн, Олександр Зілоті, Ігнацій Ян Падеревський, Сергій Рахманінов, Антон Рубінштейн, Пабло Сарасате, Олександр Скрябін, Яша Хейфец.
Після громадянської війни оркестр підпорядковується новозаснованому 1924/25 року Одеському Філармонічному Товариству, у першому концерті якого Микола Малько диригував IX симфонією Бетховена. До участі в концертах, поряд з місцевими диригентами (Григорій Столяров, Леонід Могилевський, Володимир Фемеліді), запрошувалися Олександр Гаук, Рейнгольд Глієр, О. Голованов, Оскар Фрід, Віллі Ферреро, Карло Цеккі, з оркестром виступали Еміль Ґілельс, Володимир Горовиць, Генріх Нейгауз, Давид Ойстрах, Еґон Петрі, Мирон Полякін, Володимир Софроніцький.
У 1930-і роки оркестр підпорядковується Одеському радіокомітету, відтак — зорганізованій 1937 року Одеській державній обласній філармонії, отримавши назву: симфонічний оркестр Одеської філармонії. Він працює до, під час та після Другої світової війни (поміж головних диригентів були Абрам Стасевич, Борис Грузін, Гаррій Оганезов, Георгій Гоцірідзе, Євген Шестаков). З ним співпрацювали практично всі славетні музиканти СРСР та багато хто з іноземних музикантів 2-ї пол. XX ст.
Від 1991 року художній керівник та головний диригент оркестру — громадянин США Хобарт Ерл. З оркестром співпрацюють українські диригенти: Аллін Власенко, Микола Дядюра, Кирило Карабиць, Роман Кофман, Віктор Плоскіна, Наталія Пономарчук, Володимир Сіренко, Ігор Шаврук.
Багато років тут працював народний артист України Володимир Бондарчук — соліст і концертмейстер групи валторн.
В 1993 році оркестр юридично відокремлюється від Одеської обласної філармонії та називається: Одеський державний філармонійний оркестр, а з 2002 — Національний Одеський філармонійний оркестр. Гастролює Україною та закордоном, виступаючи в міжнародно престижних концертних залах.